# Fertőszéplak
Fertőszéplak is een plaats (község) en gemeente in het Hongaarse comitaat Győr-Moson-Sopron. Fertőszéplak telt 1312 inwoners (2015).

## Afbeeldingen

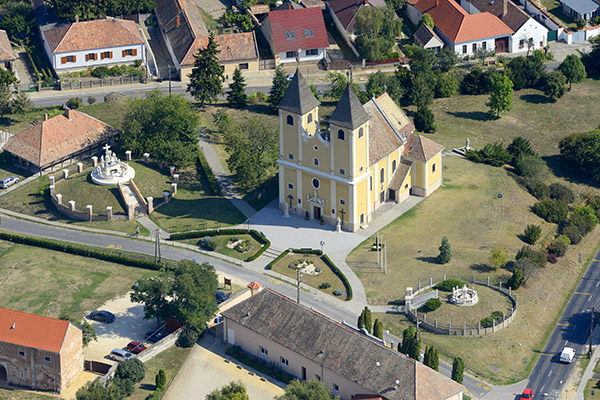
De katholieke kerk
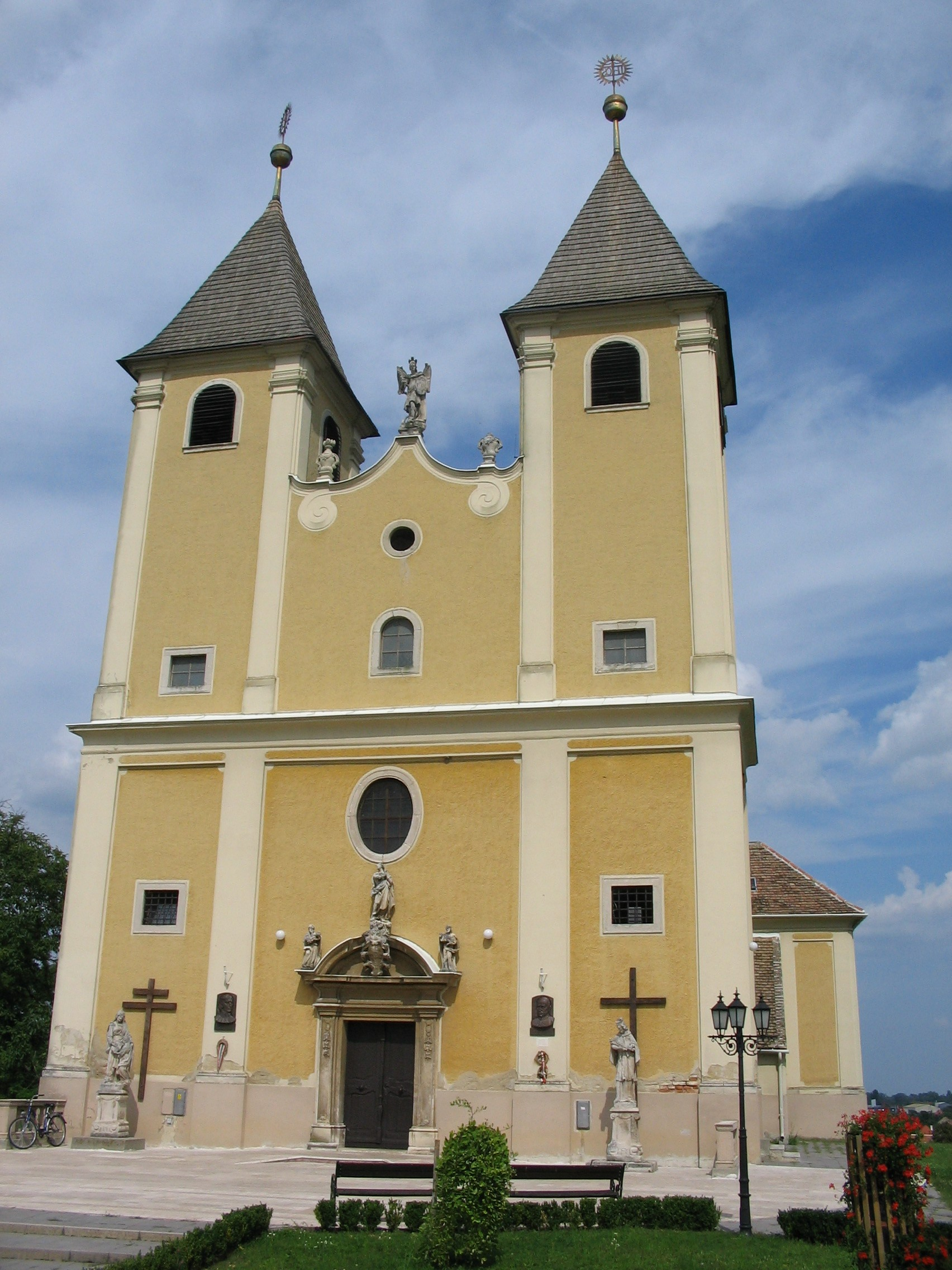
De katholieke kerk
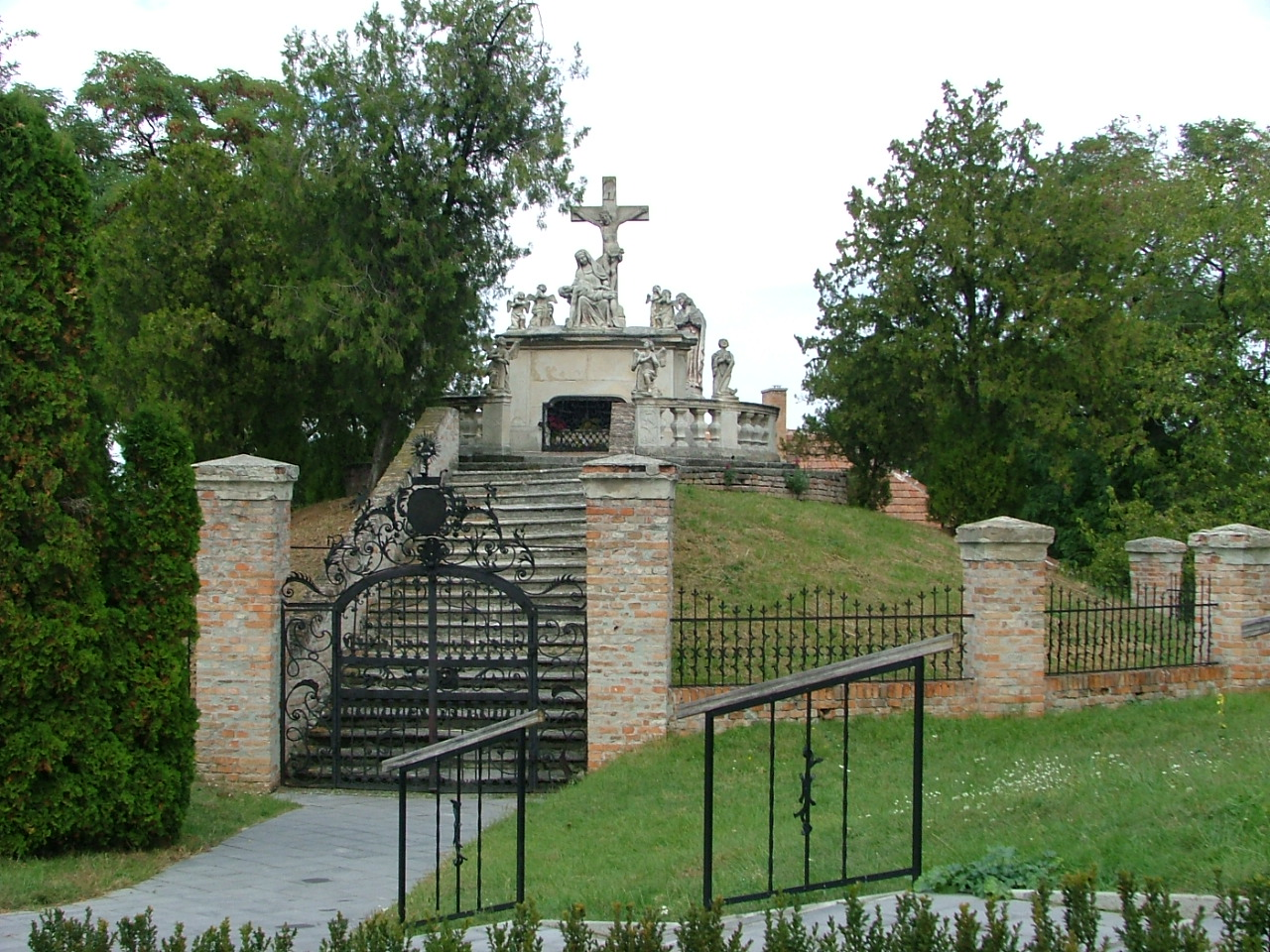
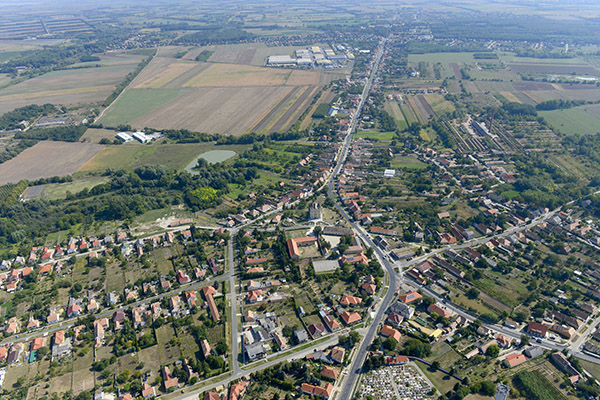
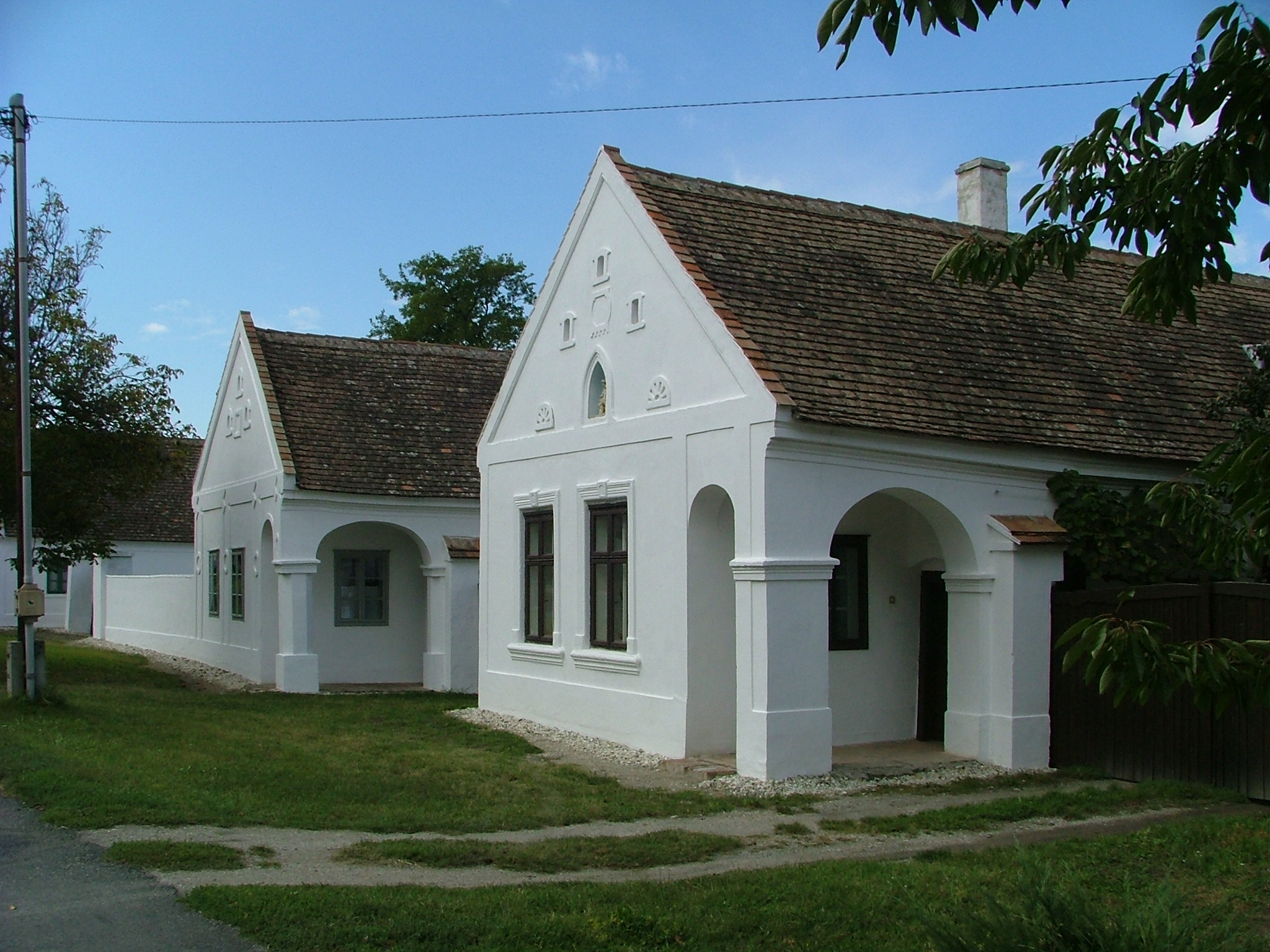
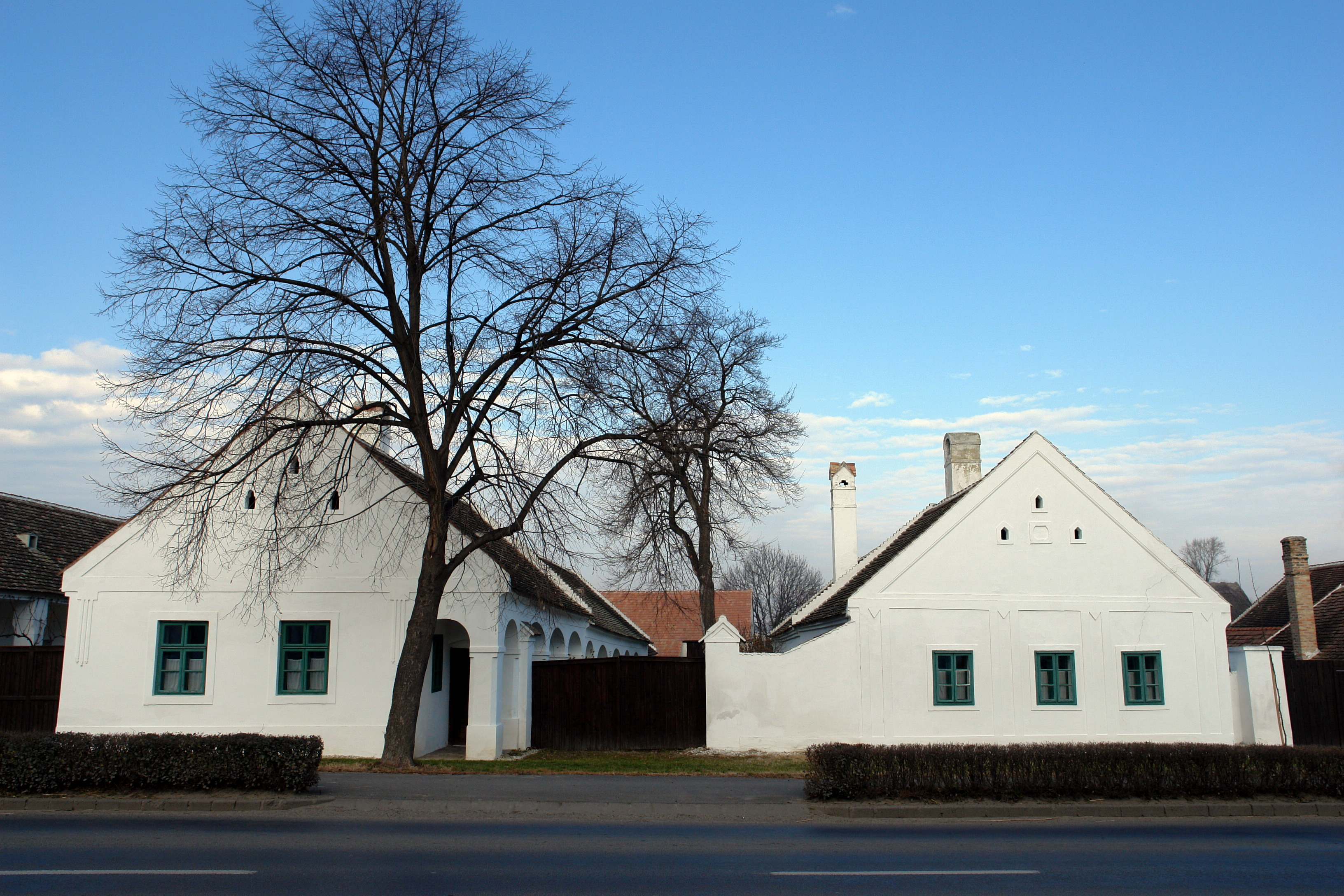